# Miiko Albornoz
Miiko Martin Albornoz Inola (Stockholm, 30 november 1990) is een Zweeds-Chileens voetballer die doorgaans als verdediger speelt. Hij tekende in juni 2014 bij Hannover 96, dat hem overnam van Malmö FF. Albornoz debuteerde in 2014 in het Chileens voetbalelftal. Sinds 6 maart 2021 speelt hij voor Colo-Colo.

## Clubcarrière
Albornoz startte zijn profcarrière bij IF Brommapojkarna in 2007 en speelde daar tot 2011 toen hij naar zijn volgende club Malmö FF ging.

### Hannover 96
Op 20 juni 2014 werd bekend dat Albornoz getransfereerd werd naar het Duitse Hannover 96, uitkomend in de Bundesliga. De transfer werd op 1 juli 2014 officieel bevestigd toen de Duitse transfermarkt open ging. Albornoz was in Brazilië met de nationale team van Chili voor het WK 2014 tijdens deze transfer.

## Statistieken
| Seizoen | Club              | Land      | Competitie   | Wed. | Doelp. |
| ------- | ----------------- | --------- | ------------ | ---- | ------ |
| 2007    | IF Brommapojkarna | Zweden    | Allsvenskan  | 0    | 0      |
| 2008    | IF Brommapojkarna | Zweden    | Superettan   | 16   | 6      |
| 2009    | IF Brommapojkarna | Zweden    | Allsvenskan  | 29   | 1      |
| 2010    | IF Brommapojkarna | Zweden    | Allsvenskan  | 18   | 0      |
| 2011    | IF Brommapojkarna | Zweden    | Superettan   | 19   | 2      |
| 2011    | Malmö FF          | Zweden    | Allsvenskan  | 6    | 0      |
| 2012    | Malmö FF          | Zweden    | Allsvenskan  | 27   | 3      |
| 2013    | Malmö FF          | Zweden    | Allsvenskan  | 26   | 1      |
| 2014    | Malmö FF          | Zweden    | Allsvenskan  | 9    | 0      |
| 2014/15 | Hannover 96       | Duitsland | Bundesliga   | 28   | 0      |
| 2015/16 | Hannover 96       | Duitsland | Bundesliga   | 23   | 0      |
| 2016/17 | Hannover 96       | Duitsland | 2.Bundesliga | 27   | 0      |
| 2017/18 | Hannover 96       | Duitsland | Bundesliga   | 10   | 0      |
| 2018/19 | Hannover 96       | Duitsland | Bundesliga   | 12   | 1      |
| Totaal  | Totaal            | Totaal    | Totaal       | 250  | 14     |

## Interlandcarrière
Albornoz speelde voor de diverse jeugdelftallen binnen de Zweedse nationale voetbalelftalselecties. Zijn vader is van Chileense komaf, zijn moeder is Fins. Hij besloot in 2014 om voor Chili uit te komen in plaats van Zweden. Bondscoach Jorge Sampaoli riep daarna Albornoz op voor de vriendschappelijke interland tegen Costa Rica op 22 januari en wees daardoor een Zweedse oproep af. Albornoz scoorde tijdens zijn debuut. Hij maakte deel uit van de selectie van bondscoach Jorge Sampaoli bij het WK voetbal 2014 in Brazilië en de Copa América 2015 in eigen land.

## Erelijst
| Competitie           |          |            |          |          |
| Competitie           | Aantal   | Jaren      |          |          |
| Malmö FF             | Malmö FF | Malmö FF   | Malmö FF | Malmö FF |
| -------------------- | -------- | ---------- | -------- | -------- |
| Kampioen Allsvenskan | 2x       | 2013, 2014 |          |          |
| Supercupen           | 1x       | 2013       |          |          |
| Chili                |          |            |          |          |
| Copa América         | 1x       | 2015       |          |          |